# مسجد آيا صوفيا في أمستردام

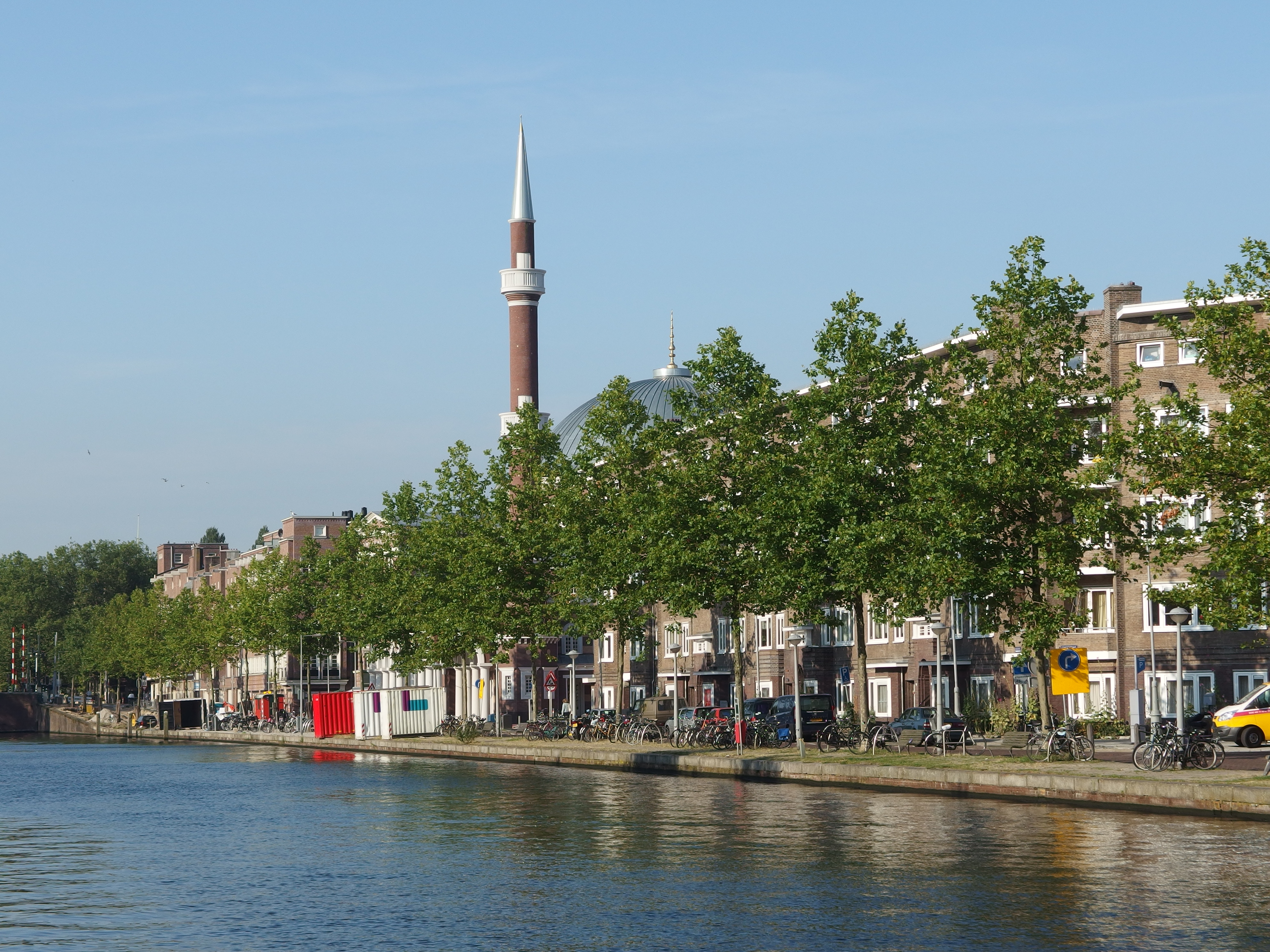
مسجد آيا صوفيا في أمستردام

مسجد آيا صوفيا في أمستردام أو مسجد ويستر ويعرف أيضًا المسجد الغربي هو مسجد يقع على ضفة نهر شينكل في أمستردام  الغربية في هولندا.

## الوصف
بدأ البناء في المسجد في عام 2013 وافتُتح في عام 2016، ويعد أكبر المساجد في أمستردام وهولندا.
تبلغ مساحته 800 مترمربع، ويتسع لـ 1700 شخص، ويصل ارتفاع المئذنة حوالي 42 مترًا.
يتميز المسجد بقبة رئيسية كبيرة على الطراز العثماني ممزوجة بالهندسة المعمارية الهولندية.